# Aleksandr Tibílov
Aleksandr Arsenievich Tibílov (en osetio: Тыбылты Арсенийы фырт Алыксандр; en ruso: Александр Арсеньевич Тибилов; Zalda, 17 de febrero de 1887 - Staliniri, 8 de junio de 1938) fue escritor, periodista, crítico literario y figura pública soviético de Osetia del Sur, uno de los fundadores de la revista literaria osetia Fidiuæg.

## Biografía
Nació el 17 de febrero de 1887 en la aldea de Zalda, en la gobernación de Tiflis. En 1910 se graduó del Liceo de Tiflis y ese mismo año ingresó en el departamento de historia y filología de la Universidad de Nueva Rusia de Odesa. Tras graduarse en 1915, impartió clases de ruso en el Liceo de su ciudad natal, Tiflis. En 1918 se trasladó a Tsjinvali, donde continuó impartiendo clases en el liceo local. 
En octubre de 1918, Tíbilov fue elegido con la cuota asignada a los osetios y durante un tiempo fue miembro del Consejo Nacional de Georgia como representante de la minoría nacional. En 1920 fue nombrado funcionario de la administración educativa del Óblast Autónomo de Osetia del Sur.  
En 1924, se convirtió en uno de los fundadores del periódico Jurzarin. Trabajó en la redacción de este periódico, inicialmente como secretario ejecutivo y posteriormente como subdirector. En 1927, participó en la fundación de la revista literaria osetia Fidiuæg. En 1930 se convirtió en miembro de la junta directiva de la editorial de libros de Tsjinvali. Trabajó en la redacción del periódico Bolshevik aivad (Arte bolchevique) y de la revista Ækhkhuys akhuyrgænægæn (Ayuda al maestro).
Participó en la fundación de una escuela técnica pedagógica en Tsjinvali, donde enseñó lengua y literatura osetias de 1925 a 1932. Posteriormente, fue nombrado director de dicha escuela. 
En 1932, participó directamente en la organización del Instituto Agrobiológico de Stalinir, que posteriormente se transformó en el Instituto Pedagógico de Osetia del Sur. Fue adjunto y director del departamento académico del Instituto Agrobiológico de  Stalinir, que él mismo fundó.
Tibílov fue represaliado en las purgas estalinistas en 1937, rehabilitado en 1955.
En 1989, la Universidad Estatal de Osetia del Sur recibió su nombre. 

## Obras
Escribió artículos críticos sobre la obra literaria de los escritores osetios de su época. Se dedicó a traducir a escritores rusos y georgianos al osético. En 1964, se publicó en Tsjinvali una colección de sus obras, Равзаргæ уацмыстæ (Obras Escogidas), y en 1988, otra, Уацмысты æмбырдгонд.